# Ralpharia multitentaculata
Ralpharia multitentaculata is een hydroïdpoliep uit de familie Tubulariidae. De poliep komt uit het geslacht Ralpharia. Ralpharia multitentaculata werd in 1938 voor het eerst wetenschappelijk beschreven door Fraser. 